# Condado de Adams (Ohio)
El condado de Adams (en inglés, Adams County), es un condado del estado de Ohio, Estados Unidos. Tiene una población estimada, a mediados de 2021, de 27 542 habitantes.
La sede del condado es West Union, que es a su vez su mayor localidad.
Fue fundado el 10 de julio de 1797.

## Geografía
Tiene un área total de 1518 km², de los cuales 1512 km² son tierra y 6 km² son agua.

### Condados adyacentes
- Condado de Highland (norte)
- Condado de Pike (noreste)
- Condado de Scioto (este)
- Condado de Lewis (Kentucky) (sur)
- Condado de Mason (Kentucky) (suroeste)
- Condado de Brown (oeste)

## Localidades

### Villas
| - Cherry Fork - Manchester - Peebles - Rome | - Seaman - West Union - Winchester |